# Dasychira iodnephes
Dasychira iodnephes är en fjärilsart som beskrevs av Collenette 1936. Dasychira iodnephes ingår i släktet Dasychira och familjen tofsspinnare. Inga underarter finns listade i Catalogue of Life.